# A. James Gregor
Anthony James Gregor (Nova Iorque, 2 de abril de 1929 — 30 de Agosto de 2019) foi um professor emérito de ciência política da Universidade da Califórnia, em Berkeley, reconhecido pelos seus estudos sobre fascismo, marxismo e segurança nacional. Gregor foi partícipe de um movimento de jovens estudantes na década de 1960 que rejeitou a interpretação tradicional do fascismo como sendo um fim em si mesmo, vazio de ideologia, reacionário e anti-moderno. Demonstrou a grande contribuição do fascismo italiano para as correntes ideológicas europeias nos campos da sociologia e da teoria política. Gregor enfatiza a coerência do fascismo como uma verdadeira teoria sociológica bem como de estado, e argumenta que o fascismo exerceu um papel revolucionário e modernizador na história europeia. Sua teoria sobre o fascismo genérico retrata-o como uma forma de “ditadura desenvolvimentista”. Gregor escreveu um influente e amplo estudo sobre os modelos teóricos existentes de fascismo. Segundo Zeev Sternhell, Gregor foi “um dos raros especialistas em Fascismo italiano a dar uma contribuição realmente original ao estudo do assunto.”

## Vida pregressa
Nascido Anthony Gimigliano, na cidade de Nova Iorque, seu pai, Antonio, era um operador de máquinas, um operário fabril, e um anarquista apolítico. Gregor serviu como voluntário no Exército dos Estados Unidos. Graduou-se na Universidade Columbia em 1952, ocupando, posteriormente, o cargo de professor colegial de ciência social enquanto trabalhava para obter seus títulos de pós-graduação. Durante este período começa a publicar artigos em jornais políticos abordando a “Direita” e a “Esquerda” (Science and Society e Studies on the Left). Em 1958, os seus escritos aparecem num jornal acadêmico pela primeira vez com “The Logic of Race Classification” sendo publicado no Genus, um jornal editado por Corrado Gini, um importante sociólogo italiano. O artigo de Gregor era uma defesa das teorias de Gini, tendo se tornado posteriormente um amigo e um colaborador de Gini até a morte deste em 1965.
Gregor completou o seu trabalho de doutorado na Universidade Columbia em 1961, recebendo o seu Ph.D com Distinção em História.

## Obra e pensamento
Em 1959, A. James Gregor foi um dos diretores fundadores da International Association for the Advancement of Ethnology and Eugenics, IAAEE. Empreendeu estudos em campos da antropologia na Austrália Central, no Sudoeste Africano e nos estados sulinos dos EUA. Obteve, em 1960, um emprego como instrutor de filosofia no Washington College. Recebeu seu PhD pela Universidade Columbia em 1961 com sua dissertação sobre Giovanni Gentile. Gregor foi professor-adjunto de filosofia na Universidade do Havaí de 1961 a 1964; e juntou-se ao Departamento de Ciência Política da Universidade da Califórnia, em Berkeley, em 1967 onde ficou até a sua aposentadoria.
Gregor dedicou, da década de 1970 em diante, a maior parte da sua pesquisa acadêmica ao estudo do fascismo, campo de estudo pelo qual é mais conhecido. Publicou, em 1969, “The Ideology of Fascism: The Rationale of Totalitarianism”; em 1974 escreveu “The Fascist persuasion in radical politics”. E publicou, desde então, a maioria dos seus trabalhos com um foco nesse assunto, incluindo “Mussolini's Intellectuals”, “The Search for Neofascism”, e “Marxism, Fascism, and Totalitarianism”. Foi principalmente por consequência desse trabalho que tornou-se um bolsista Guggenheim em nível nacional; um Membro Sênior no Institute for Advanced Social Studies na Universidade Hebraica de Jerusalém; um Professor da cátedra Oppenheimer na Marine Corps University em Quantico, Virgínia; e, ulteriormente, um Cavaleiro da Ordem do Mérito da República Italiana. Durante esse período, Gregor publicou nos principais periódicos de filosofia, ciência política e segurança.
Gregor alega que os estudiosos estão muito longe de um consenso sobre o que realmente é o fascismo, observando que “Quase todo especialista tem a sua própria interpretação.” Restringe a forma paradigmática [de fascismo] a Itália de Mussolini, e defende que os movimentos marxistas do século XX descartaram Marx e Engels adotando, no lugar, fundamentos teóricos e métodos políticos muito mais semelhantes aos de Mussolini.
Gregor argumenta que ainda que muitos movimentos revolucionários tenham adquirido características do Fascismo paradigmático, nenhum é uma cópia idêntica sua. Sugere que a China pós-maoísta exibe muitas das suas peculiaridades; e nega que o Fascismo paradigmático possa ser sensatamente identificado como um “extremismo de direita.” Para Gregor, o Fascismo deve ser visto como um regime ditatorial desenvolvimentista de partido único, estatista, nacionalista, reativo e radical.
Em vários de seus livros sobre o Fascismo italiano, Gregor afirma que originalmente “Os fascistas eram quase todos pensadores marxistas, até então de longa data identificados com a inteligentsia da Esquerda italiana.”  Em Young Mussolini, Gregor traça uma linha filosófica que estabelece o Fascismo como “uma variante do marxismo clássico, um sistema de crenças que trazia consigo alguns temas abordados por Marx e Engels e que terminou por encontrar expressão na forma de ‘nacional-sindicalismo’ e dar vida ao primeiro Fascismo.”
Gregor nos informa sobre os seus objetivos intelectuais:
“Minha decisão, há muito tempo atrás, de seguir carreira acadêmica, se imbuía de um otimismo irrepreensível. Hoje, apesar do tempo, e das minhas diversas decepções, continuo convencido de que discordâncias intelectuais podem, em último caso, serem resolvidas com paciência, boa vontade e razão pura. É em termos de confidência que eu, mais uma vez, peço indulgência aos meus colegas em me permitirem abordar a complexa questão de como termos como “nazismo alemão”, “neonazistas”, “nova direita”, “fascismo alemão”, “Fascismo”, “fascista”, “nazista” e “direita” têm sido utilizados, e continuam a serem utilizados para, o que eu julgo ser, o desserviço de todos. Eu continuo convencido de que um dia, possivelmente quando ninguém mais de hoje viver, a questão de como Fascismo [que se sucedeu na Itália] e fascismo [em geral] devem ser entendidos será resolvida.”

## Democracias liberais e docência
Gregor definia-se como alguém comprometido com os valores e as convicções das democracias liberais, argumentando sistematicamente que a democracia ao estilo americano, enquanto sistema de governo, provou ser o sistema mais eficaz e aceitável.
Nos anos 60, Gregor realizou inúmeras oficinas e conferências para convencer políticos e acadêmicos sobre a importância do apoio aos EUA na luta contra os norte-vietnamitas. Gregor continuou a demonstrar interesse na manutenção de interesses norte-americanos e anti-comunistas no sudeste asiático. Durante as décadas de 70 e 80, conforme aquilo o que ele entendia ser interesses norte-americanos, Gregor serviu, na condição de conselheiro não-remunerado, o presidente filipino Ferdinand Marcos.
Conduziu também investigações sobre assuntos de segurança norte-americana na Ásia, com ênfase nas relações sino-americanas como exposto nos seus livros A Conexão China: Política dos EUA e a República Popular da China, de 1986, e Armando o Dragão: os laços de segurança dos EUA com a República Popular da China, de 1987. Em 1989 escreveu Na sombra de gigantes: as principais potências e a segurança no sudeste asiático. Por conta desse livro, Gregor foi nomeado para a Cátedra Oppenheimer de Estratégia de Guerra (1996-1997) na Universidade do Corpo de Fuzileiros Navais em Quantico. Traduziu para o inglês, mais recentemente, um dos principais ensaios políticos do filósofo fascista italiano Giovanni Gentile junto com um comentário sobre o pensamento político de Gentile. Ministrou na Universidade da Califórnia em Berkeley, até se aposentar em 2009, uma série bastante popular de cursos de ciência política que abordavam transformação revolucionária, Marxismo e Fascismo. Publicou, em 2014, Marxismo e a ascensão da China. Em 2016, sua obra Reflexões sobre o Fascismo italiano foi publicada numa edição bilíngue inglês-italiano. A Universidade de Princeton incorporou, em 2014, as suas obras Fascismo italiano e ditadura desenvolvimentista e A persuasão fascista no radicalismo político aos livros do “Legado bibliográfico de Princeton”.

## Livros
- A Survey of Marxism: Problems in Philosophy and the Theory of History, New York : Random House, 1965
- Contemporary Radical Ideologies: Totalitarian Thought in the Twentieth Century,New York: Random House, 1969
- The Ideology of Fascism : the rationale of totalitarianism, New York: Free Press, 1969. "L'Ideologia del fascismo", Rome: Edizioni del Borghese, 1974; reprint "L'Ideologia del fascismo: Il fondamento razionale del totalitarismo," Rome: Lulu, 2013.
- An Introduction to Metapolitics: A Brief Inquiry into the Conceptual Language of Political Science. New York: Free Press, 1971; reprinted as "Metascience and Politics: An Inquiry into the Conceptual Language of Political Science" With a new preface and postscript by the author. New Brunswick: Transaction, 2003.
- The Fascist Persuasion in Radical Politics, Princeton, N.J.: Princeton University Press, 1974
- Interpretations of Fascism, Morristown: General Learning, 1974; Revised reprint New Brunswick: Transaction, 2000, with a new introduction by the author; "Il Fascismo: Interpretazioni e giudizi" Rome: Antonio Pellicani Editore, 1997, and a third edition, published Florence: LoGisma, 2016.
- "Sergio Panunzio: Il sindacalismo ed il fondamento razionale del fascismo,"  Rome: Volpe, 1978, New, enlarged edition, Rome: Lulu, 2014.
- "Roberto Michels e l'ideologia del fascismo," Rome: Volpe, 1979, reprint, Rome: Lulu, 2015.
- Young Mussolini and the intellectual origins of Fascism, Berkeley: University of California Press, 1979.
- Italian Fascism and Developmental Dictatorship, Princeton, N.J.: Princeton University Press, 1979. Reprinted in the Princeton Legacy Library in 2014.
- "The Taiwan Relations Act and the Defense of the Republic of China", Berkeley: Institute of International Studies, 1980.
- Ideology and development: Sun Yat-sen and the Economic History of Taiwan, with Maria Hsia Chang and Andrew B. Zimmerman, China research monographs, Center for Chinese Studies, University of California, Berkeley, no. 23, 1981.
- "Essays on U.S.-Philippine Relations," Editor. Washington, D.C.: Heritage Foundation, 1983.
- "The Iron Triangle: A U.S. Security Policy for Northeast Asia," Stanford: Hoover Institution Press, 1984.
- "The Philippine Bases: U.S. Security at Risk", Washington D.C.: Ethics and Public Pollcy, 1987.
- The China Connection: U.S. policy and the People's Republic of China, 1986
- Arming the Dragon: U.S. Security Ties with the People's Republic of China, 1987
- In the Shadow of Giants: the Major Powers and the Security of Southeast Asia, 1989
- "Land of the Morning Calm: U.S. Interests and the Korean Peninsula", Washington, D.C.: Ethics and Public Policy, 1989
- Marxism, China, & Development: Reflections on Theory and Reality, New Brunswick, N.J.: Transaction Publisher, 1995
- Phoenix: Fascism in Our Time. New Brunswick: Transaction, 1999.
- The Faces of Janus: Marxism and Fascism in the Twentieth Century. New Haven, CT: Yale University Press, 2000. Spanish edition, "Los Rostros de Jano: Marxismo y Fascismo en el siglo XX", Universitat de Valencia, 2002.
- Giovanni Gentile : philosopher of fascism, New Brunswick, N.J.: Transaction Publishers, 2001; Italian edition, "Giovanni Gentile: Il filosofo del fascismo", Lecce: Pensa, 2014.
- A Place in the Sun: Marxism and Fascism in China's Long Revolution, Westview Press, 2000
- Translation from the Italian: Origins and Doctrine of Fascism: Giovanni Gentile, Transaction Publishers, 2nd ed. 2004
- The Search for Neofascism, Cambridge University Press, 2006
- Mussolini's Intellectuals: Fascist Social and Political Thought, Princeton University Press, new ed. 2006
- Marxism, Fascism, and Totalitarianism: Chapters in the Intellectual History of Radicalism, Stanford University Press, 2008
- Totalitarianism and Political Religion: An Intellectual History, Stanford University Press, 2012. Czech edition,"Totalitarismus a politickḕ náboženstvi" Brno: Center for the Study of Democracy and Culture, 2015
- "Marxism and the Making of China: A Doctrinal History", Palgrave-Macmillan, 2014
- "Reflections on Italian Fascism: An Interview with Antonio Messina", Berlin: Logos Verlag, 2015; Italian edition, "Riflessioni sul fascismo italiano", Firenze: Apice Libri, 2016.